# Jul i Ungern
Jul firas i Ungern, med traditioner som anknyter till allmänt centraleuropeiskt firande, samt lokala seder.
Före 24 december börjar man dekorera, och baka kakor. Under julen samlas familjemedlemmarna för att fira. Den 24 december kläs julgranen, och man lägger julklapparna under granen. Efter måltiden sjunger man julsånger runt julgranen, och därefter delas julklapparna ut.
Under julnatten lyssnar ungrarna på julsånger, sjunger eller går på julgudstjänst. Man tänder också adventsljusstaken.